# Стрельба со станка

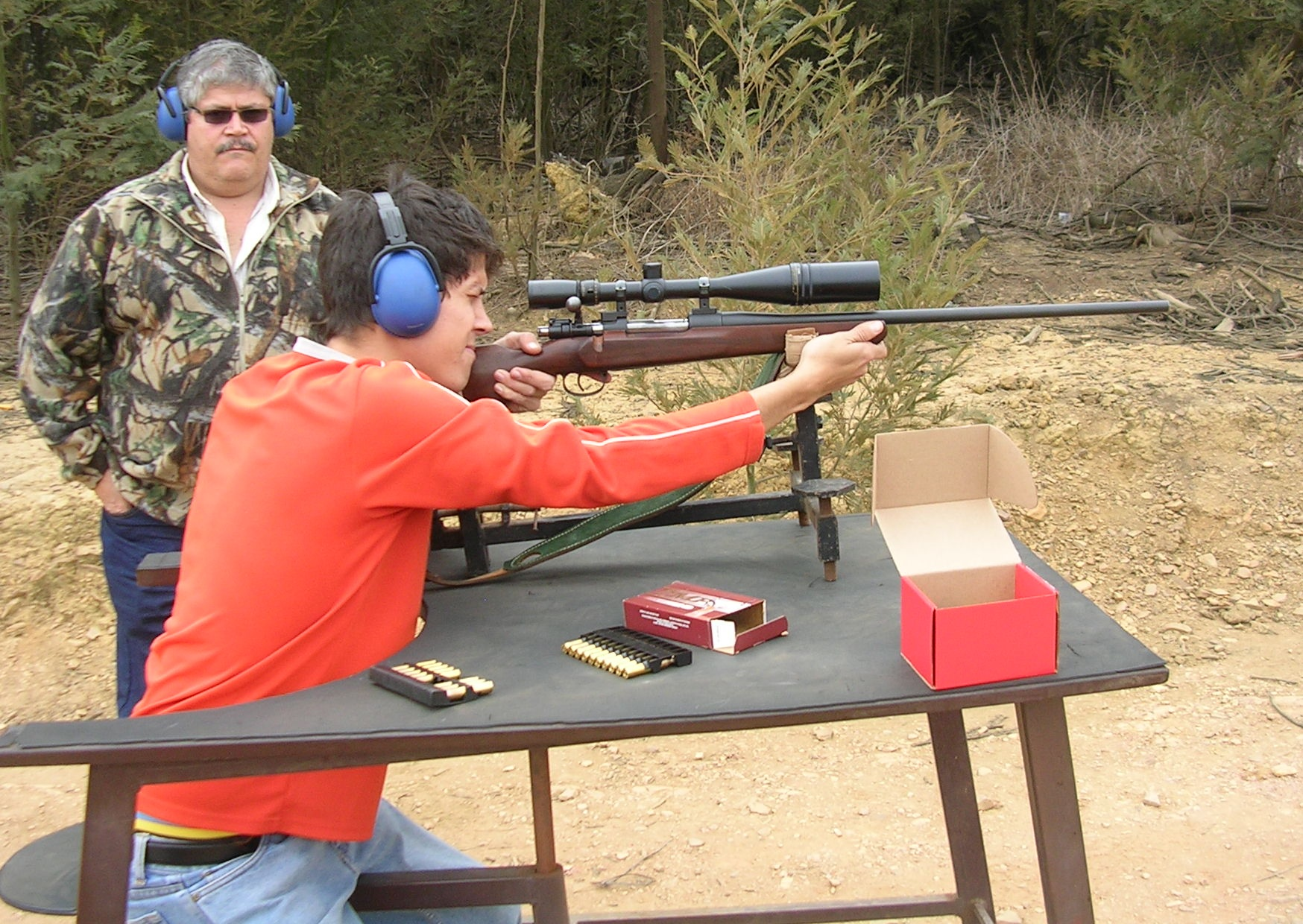
Стрельба со специального упора и стола из винтовки Mauser. Пример рекреационной стрельбы: на данной фотографии ни винтовка, ни упор не соответствуют требованиям спортивных соревнований по Бенчрест

Стрельба со станка или бенчрест (от англ. benchrest shooting) — вид стрелково-технического спорта, относящийся к высокоточной стрельбе. Основной задачей является собрать на своей мишени минимальную группу из пяти выстрелов.

## Описание
В основном это стрельба на группы. Задача стрелка — сделать пять (или десять, в зависимости от условий соревнования) выстрелов в зачетную мишень; чем меньше размер группы, тем выше будет место стрелка в итоге состязаний.
Данный вид соревнований сначала вырос из банальной пристрелки оружия с мешка с песком, но потом его подхватили производители оружия и стволов, «модернизировали» мишени, упоры и столы и в дальнейшем Бенчрест превратился в отдельный вид популярного во всем мире стрелкового спорта.
Стрельба выполняется сидя за специальным столом с установкой винтовки в упор для стрельбы. Обычно винтовка устанавливается цевьем на передний упор, в верхней части которого устанавливается особой формы мешочек с песком, сзади устанавливается мешок для приклада, обычно имеющий «уши кролика» (специальные выступающие части) для лучшей фиксации. Передний упор обычно имеет или винтовые регулировки, или коаксиальную конструкцию и управляется джойстиком.
Классической техникой стрельбы является техника «свободного отката», когда стрелок почти не касается винтовки и она свободно скользит в мешках при отдаче выстрела.

## Виды
Разделяют стрельбу на короткие и дальние дистанции. Классической дисциплиной является стрельба на короткие дистанции. Стрельба ведется на 100 м и 200 м (или ярдов, если соревнования проходят на территории США) в двух классах винтовки: «легкий» вес винтовки до 4,7 кг с прицелом, и «тяжелый» вес винтовки до 6,3 кг. Программа Чемпионата Мира включает 4 дня состязаний: 1 день — упражнение 100 м «легкий варминт», 2 день — 100 м «тяжелый», 3 день — 200 м «тяжелый» и 4 день — 200 м «легкий». В течение дня стрелок выходит на огневой рубеж 6 раз и стреляет «матчи». «Матч» состоит из 5 выстрелов в зачетную мишень, которые будут измеряться как группа; этот размер и есть результат стрельбы. Количество выстрелов в пробную мишень не ограничено, время на выполнение упражнения — 7 минут.
Из 6 «матчей» дня первый является разогревочным, а последующие пять зачетными, размер групп берется как среднеарифметический.
Победители выявляется в следующих номинациях: за каждую стрелковую дисциплину, за сумму 100 + 200 в «легком» и в «тяжелом» и за общую сумму; категория «две винтовки» — это абсолютный победитель.
Для контроля ветра и понимания, куда нужно делать вынос прицельной марки, применяются ветровые флаги. Основным «помощником» спортсмена является так называемая вертушка. Это флюгер, исполненный в виде самолёта, который помогает определить:
- Направление ветра;
- Скорость ветра — скоростью вращения лопастей.

Так как в основном подготовка спортсменов находится на одинаковом, высшем уровне, и используется оружие от лучших производителей, то основным фактором, влияющим на результат, является умение «читать» флюгер и, соответственно, давать поправку на прицел. Например: ошибка в определении скорости ветра на 1 м/с даст отклонение на 1 см.
Стрельба на короткую дистанцию предъявляет жесточайшие требования как к уровню винтовок и боеприпасов, так и к умению стрелка настраивать винтовку и умению «читать» ветер.
Различают следующие дисциплины стрельбы со стола:
- бенчрест БР-50 — стрельба из малокалиберных устройств;
- короткий бенчрест  — стрельба на дистанции 100, 200 или 300 (метров или ярдов);
- бенчрест Long Range — стрельба на дистанции: 500, 600, 1000 (метров или ярдов) и миля.

Есть также разновидность соревнований в стрельбе на очки.

## Результаты
Мировые первенства проводятся в разных странах раз в два года. 
В 2009 году Иан Оуэн (Ian Owen) из Южной Африки установил мировой рекорд в стрельбе на 300 ярдов (270 м.): группа из пяти выстрелов диаметром 1.191 см. (между центрами).
В 2016 году мировой рекорд установил россиянин  Андрей Рябинский.  С дистанции 2165 м он собрал группу из пяти выстрелов подряд с максимальным расстоянием между центрами попаданий 44 см. Остальные участники собирали группы максимум из трёх выстрелов подряд.